# Ian Turner
Ian Turner (Middlesbrough, 17 gennaio 1953) è un ex calciatore e allenatore di calcio inglese, di ruolo portiere.

## Biografia
Dopo il suo addio al calcio, ha lavorato presso un'industria petrolifera con il ruolo di supervisore ingegneristico.

## Carriera

### Giocatore

#### Gli inizi
Inizia la propria carriera tra le file dell'Huddersfield Town, con cui però non scende mai in campo per gare ufficiali. Nel marzo 1972 viene ceduto a titolo definitivo al Grimsby Town, dove riesce ad imporsi e a diventare titolare. Nel 1973 viene ceduto in prestito al Walsall.

#### L'affermazione al Southampton
Nel marzo 1974 viene ingaggiato dal Southampton, per sostituire l'infortunato Eric Martin. Le sue buone prestazioni con i Saints lo fecero rimanere titolare anche dopo la ripresa di Martin. Ad essergli particolarmente proficua è stata la stagione 1975-1976, che ha visto la sua squadra vincere il suo primo titolo di FA Cup battendo in finale il Manchester United. Durante la gara Turner si dimostrò un portiere molto versatile, riuscendo a neutralizzare svariate occasioni pericolose.
All'inizio della stagione seguente il portiere è costretto a fermarsi per via di un infortunio al ginocchio che lo portò a sottoporsi ad un intervento di rimozione delle cartilagini. Tuttavia, dopo la sua ripresa, il giocatore inizia a perdere continuità, disputando solamente tre gare in competizioni UEFA (due contro l'Olympique Marsiglia in Coppa delle Coppe e una contro il Napoli nella Coppa Anglo-Italiana). Torna titolare la stagione seguente, salvo poi venire nuovamente rimpiazzato, questa volta da Peter Wells.

#### Carriera successiva
Lascia definitivamente il Southampton nell'agosto 1978 per accasarsi al Newport County in prestito. Turner ottiene solamente 7 presenze di campionato prima di venire girato nuovamente in prestito, questa volta ai Fort Lauderdale Strikers. Dopo un'altra esperienza in prestito al Lincoln City, nel 1979 fa ritorno al Walsall. Dopo una stagione e 39 presenze viene prestato prima al Luton Town, e poi all'Halifax Town. Termina la propria carriera agonistica nel 1986 dopo aver militato in varie squadre militanti nelle serie inferiori.

### Allenatore
Nel 1987 viene nominato tecnico del Romsey Town. Tuttavia, lasciò il suo incarico dopo pochi mesi per approdare sulla panchina del Brockenhurst. Dopo un ritorno annuale al Romsey Town, nel 1993 ottiene la guida tecnica del Totton, squadra in cui militò da giocatore nel 1985.

## Palmarès

### Giocatore

#### Competizioni nazionali
- Coppa d'Inghilterra: 1

Southampton: 1975-1976